# جيمس بوكنان جونيور
جميس بوكنان (3 أكتوبر، 1919 - 9 يناير، 2013) (بالإنجليزية: James M. Buchanan Jr)‏، اقتصادي أمريكي، اشتهر بأعماله حول نظرية خيار الجمهور والتي حصل بناء عليها على جائزة نوبل للاقتصاد عام 1988. فتحت أعمال بيوكانان الباب أمام الاقتصاديين لدراسة مدى تأثير اهتمامات السياسيين والقوى الأخرى غير الاقتصادية على سياسة الدولة الاقتصادية.
ولد في 3 أكتوبر 1919 في مورفريسبورو بولاية تينيسي المدنية في الولايات المتحدة الأمريكية، درس الاقتصاد في الولايات المتحدة الأمريكية وحصل علي الدكتوراة في الاقتصاد عام 1948 من جامعة غيسين، وعمل بجامعة شيكاغو 1941 وبجامعة تينيسي 1940 وهو المدير العام لمركز دراسة خيار الجمهور ويعمل أستاذا جامعيا بجامعة جورج ميسون، وفيرفاكس، وفيرجينيا في الولايات المتحدة.
عمل في الفترة من 1969 - 1983 في فرجينيا تك وكان في الفترة من 1956 - 1968 قد عمل في جامعة فرجينيا. حصل على جائزة جامعة زوريخ عام 1983، وجائزة الرابطة الاقتصادية الأمريكية عام 1982.
له مجموعة من الكتب منها «حرية السوق، والدولة» (1985)، السبب القواعد (1985) سلطة الضرائب (1980)، وما يجب أن يفعله الاقتصاديون؟ وحرية الصحافة (1979) الحرية الدستورية في العقد (1978) والديمقراطية في العجز (1977) وحدود الحرية (1975) والتكلفة والاختيار 1969 وطلب وعرض السلع العامة 1968 والمالية العامة في العملية الديمقراطية 1967 والنظرية المالية والاقتصاد السياسي 1960 وصحافه الجمهور ومبادئ الدين العام 1958 وقد أنشأ بوكنان معهدا خاصا لدراسة الاقتصاد السياسي.
توفي في 9 يناير 2013.

## خلفية
وُلد بوكانان في مورفريسبورو بولاية تينيسي، وهو الطفل الأكبر لجيمس وليلى بوكانان، وهي عائلة من أصول اسكتلندية إيرلندية، كما أنه من أحفاد جون بوكانان، حاكم ولاية تينيسي في تسعينيات القرن التاسع عشر. التحق بكلية المعلمين بولاية تينيسي الوسطى (والتي عرفت منذ عام 1965 باسم جامعة ولاية تينيسي الوسطى) في عام 1940، وعاش في منزله واستمر في عمله في المزرعة. حصل على درجة الماجستير من جامعة تينيسي عام 1941. خدم في البحرية الأمريكية، وتحديدًا في طاقم الجنرال البحري تشيستر نيميتز في هونولولو خلال سنوات الحرب، وهناك التقى بآن باك التي تزوجها في 5 أكتوبر 1945. كانت آن ذات الأصول النرويجية تعمل ممرضة في القاعدة العسكرية في هاواي. توفيت عام 2005.
عرف بوكانان بأنه اشتراكي في شبابه، ولم يكن على دراية بنهج جامعة شيكاغو الاقتصادي القوي الموجه نحو السوق. حولته دراسته هناك بإشراف فرانك نايت، إلى «مدافع متحمس عن نظام السوق». حصل بوكانان على درجة الدكتوراه من جامعة شيكاغو عام 1948، وكان عنوان أطروحته: «العدالة المالية في دولة اتحادية» (بالإنجليزية: Fiscal Equity in a Federal State)‏ والتي كان واضحًا فيها مدى تأثره بنايت. كما قرأ في نفس الجامعة لأول مرة أعمال الاقتصادي السويدي كنوت فيكسل ووجدها مفيدة. علق بعد ذلك صورًا لنايت وويكسيل على جدران مكتبه.
سابقًا، كانت آراء بوكانان السياسية والاقتصادية موجهة نحو الاشتراكية بشكل كبير وتعززت خلال الفترة التي قضاها في البحرية. خلال خدمته في الجيش، شعر بوكانان أن الجنود من المناطق الجنوبية والغربية يتعرضون للتمييز لصالح جنود من منطقة نيو إنجلاند، في حيان كان ينظر إلى الجنود من الجامعات الشمالية الشرقية على أنهم جزء مهم وحصلوا على ترقيات لضباط بسبب انتماءاتهم.

## مسيرته
أسس بوكانان مدرسة فيرجينيا الجديدة للاقتصاد السياسي.
عمل أستاذًا في جامعة فرجينيا 1956-1968 حيث أسس مركز توماس جيفرسون للدراسات في الاقتصاد السياسي. عمل باحثًا في برنامج فولبرايت من عام 1955 حتى 1956 في إيطاليا.
درّس في جامعة كاليفورنيا بلوس أنجلوس في 1968-1969، ثم في جامعة فرجينيا للتكنولوجيا في 1969-1983، حيث حصل على لقب أستاذ متميز في الاقتصاد وأسس مركز دراسة الخيار العام.
درّس أيضًا في جامعة ولاية فلوريدا في 1951-1956 وجامعة تينيسي.
في عام 1969، أصبح بوكانان أول مدير لمركز دراسة الخيار العام. كان رئيسًا للرابطة الاقتصادية الجنوبية في عام 1963 ورابطة الاقتصاد الغربي في عامي 1983 و 1984، ونائب رئيس الجمعية الاقتصادية الأمريكية عام 1971.
في عام 1988، عاد بوكانان إلى هاواي للمرة الأولى منذ الحرب العالمية الثانية وألقى سلسلة من المحاضرات نشرتها لاحقًا مطبعة الجامعة.

## حياته الشخصية ووفاته
توفي بوكانان في 9 يناير 2013 في بلاكسبرغ بولاية فرجينيا عن عمر ناهز 93 عامًا. علّقت صحيفة نيويورك تايمز بأن الاقتصادي الحائز على جائزة نوبل والذي دافع عن نظرية الخيار العام قد ألهم «جيلًا من التفكير المحافظ حول العجز والضرائب وحجم الحكومة». أطلقت صحيفة باديشه تسايتونغ على بوكنان لقب «مؤسس الاقتصاد السياسي الجديد» لإظهاره كيف يقوض السياسيون النظم الضريبية العادلة والبسيطة. لم ينجب هو وزوجته أي أطفال، وكانت علاقاته العائلية بأخواته وأبناء أخيه وثيقة.

## وصلات خارجية
- جيمس بوكنان جونيور على موقع الموسوعة البريطانية (الإنجليزية)
- جيمس بوكنان جونيور على موقع مونزينجر (الألمانية)
- جيمس بوكنان جونيور على موقع إن إن دي بي (الإنجليزية)